# Gustavia verticillata
Gustavia verticillata är en tvåhjärtbladig växtart som beskrevs av John Miers. Gustavia verticillata ingår i släktet Gustavia och familjen Lecythidaceae. IUCN kategoriserar arten globalt som sårbar. Inga underarter finns listade i Catalogue of Life.